# Tihany
Tihany là một thị trấn thuộc hạt Veszprém, Hungary. Thị trấn này có diện tích 27,33 km², dân số năm 2010 là 1363 người, mật độ 50 người/km².